# Gerda Rubinstein

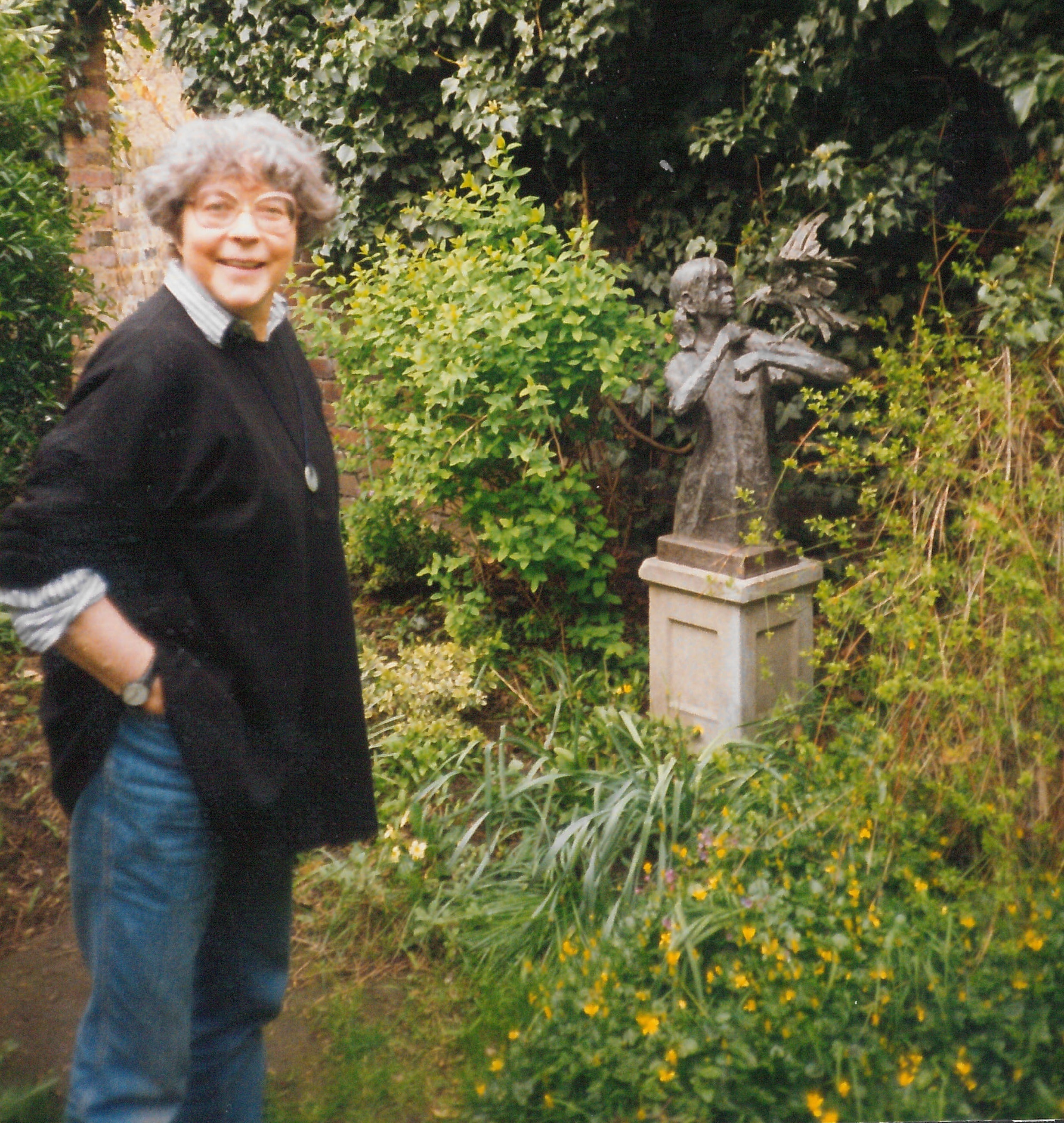
Gerda Rubinstein in 1993

Gerda Ursula Rubinstein (Berlijn, 16 juli 1931 – 25 maart 2022) was een Nederlandse beeldhouwster.

## Leven en werk
Gerda Rubinstein was een jongere zus van de schrijfster Renate Rubinstein (1929-1990). Vanwege de anti-joodse maatregelen van het naziregime in Duitsland vluchtten haar ouders met hun gezin naar Amsterdam (1935), daarna naar Londen (1937) en vervolgens weer naar Amsterdam (1939). Toen ze negen was werd haar vader gedeporteerd (1940), hij kwam tijdens de Tweede Wereldoorlog om in Auschwitz. Na de oorlog studeerde Gerda bij Wessel Couzijn en in 1952-53 gedurende een jaar bij de Russisch-Franse beeldhouwer Ossip Zadkine.
In 1957 maakte ze het beeld Spelende kinderen, dat in het Oosterpark te Amsterdam staat.
Ze maakte onder andere twee borstbeelden van de Duits-Britse socioloog Norbert Elias. Eén hiervan werd naar de wens van Elias na zijn dood overgedragen aan het Zentrum für interdisziplinäre Forschung (ZiF), onderdeel van de universiteit van Bielefeld, waar hij van 1978 tot 1984 verbleef.
Na haar huwelijk in 1959 met de architect Christopher Stevens woonde ze in Engeland. Gerda Rubinstein overleed in 2022 op 90-jarige leeftijd.